# 新德意志死亡艺术
新德意志死亡藝術（德語：Neue Deutsche Todeskunst）是20世紀90年代早期發源於德國的一種音樂風格。它被認為是暗潮音樂運動在德語搖滾中的具體表現，儘管在此運動之前，已經出現了若干類似風格的德國樂隊，諸如 Xmal Deutschland、Geisterfahrer 和 Malaria!。

## 歷史
在20世紀80年代晚期，德國音樂人將新古典暗潮、哥德搖滾和暗潮的音樂風格同德語哲學中的文本結合起來，加之以極具戲劇化的舞台演出。他們的音樂類型大多基於同時代的哥德搖滾樂隊，諸如蘇西與女妖（Siouxsie and the Banshees）、仁慈姐妹（The Sisters of Mercy）和 Fields of the Nephilim，和一些暗潮風格的團體如Joy Division、治療樂隊（The Cure）和 Depeche Mode。其歌詞內容大量體現出德國作家與哲學家安德雷亚斯·格吕菲乌斯、约翰·沃尔夫冈·冯·歌德、尼采和戈特弗里德·贝恩的影響，同時亦引用了別國的著名作家及詩人如愛倫坡、波特萊爾和薩特。此類團體的演出十分強調服裝、燈光和煙火效果，其演出旨在傳達黑暗、靜謐、沉思的氣氛。歌詞的主題通常涵蓋稍縱即逝、人性之邪惡、懷疑論、超現實主義、表現主義、存在主義哲學、宗教批判、暴力、瘋癲、隔絕、壓抑、尤其是死亡。作為該運動的特點之一，許多此風格的樂隊將古典拉丁語大量用於他們的歌曲創作與專輯命名中。
新德意志死亡藝術的知名傑作主要包括：Das Ich 的 Gottes Tod（1990），Relatives Menschsein 的 Verflucht（1991），Lacrimosa 的 Der Ketzer（1991）, Goethes Erben 的 Das Ende（1992）和 Endraum 的 Regentanz（1992）。許多該音樂風格的藝人均屬 Danse Macabre 廠牌旗下。

## 起源
「新德意志死亡藝術（德語：Neue Deutsche Todeskunst）」一詞早先於1991年在 Danse Macabre 廠牌的下屬雜誌 MagazinOphon 中被提出。其後，Zillo 雜誌的記者 Sven Freuen 最早用這個詞來歸類 Relatives Menschsein、Das Ich 和 Goethes Erben 的音樂風格。